# NGC 923
NGC 923 је спирална галаксија у сазвежђу Андромеда која се налази на NGC листи објеката дубоког неба.
Деклинација објекта је + 41° 58' 41" а ректасцензија 2h 27m 34,6s. Привидна величина (магнитуда) објекта NGC 923 износи 13,7 а фотографска магнитуда 14,5. NGC 923 је још познат и под ознакама UGC 1915, MCG 7-6-22, CGCG 539-30, IRAS 02244+4145, PGC 9355.